# Danseur
Le danseur et la danseuse sont des personnes qui pratiquent la danse, professionnellement ou non. Les professionnels font partie des artistes du spectacle.

## Historique
Les premiers danseurs furent représentés dans l'art pariétal, par exemple sur le site de Gönnersdorf, en Allemagne de l’ouest, à l'époque du paléolithique supérieur, circa 14 000 ans av. J.-C. 
Leurs danses répondaient à différents besoins humains : sélection sexuelle, divertissement, communication au sein du groupe et renforcement de la cohésion sociale, communication magique ou religieuse par l'ivresse physique et spirituelle, thérapie, éducation et rites de passage. 
Ces besoins étant universels, on retrouve des danses semblables dans toutes les parties du monde, comme l'a démontré Curt Sachs, en 1933, dans son Histoire de la Danse.

## Formation des professionnels
La formation débute souvent dans l'enfance, tout particulièrement dans le cadre de la danse classique, et s'effectue, selon les pays, dans l'enseignement privé et/ou officiel.
Cette formation est aléatoire car l'évolution corporelle et psychique de l'enfant comme de l'adolescent ne permet pas forcément aux élèves d'atteindre leur objectif professionnel et même s'ils terminent avec succès leurs études, l'accès à l'emploi, souvent mal rémunéré, est difficile car le nombre de places disponibles est réduit – ce qui n'incite pas souvent les pouvoirs publics à se préoccuper des danseurs.
Au XXIe siècle et en Occident, l'enseignement officiel concerne très majoritairement les techniques de danse classique et danse contemporaine. Il n'inclut pas nécessairement l'histoire de la danse, un cours d'anatomie, ni une approche rythmique et musicale structurée qui font pourtant partie, avec l'étude de la poésie et de la peinture, de la formation indispensable au danseur selon le maitre de ballet et chorégraphe du XVIIIe siècle Jean-Georges Noverre.
Selon les lieux, des subventions sont parfois accordées à des associations qui organisent d'autres types de cours (pour la formation d'animateurs en danses populaires par exemple).

### En Belgique
Le Conservatoire de danse de Bruxelles, créé au XVIIIe siècle où furent formés notamment Lucien et Marius Petipa, est devenu à la fin du XXe siècle une école privée non subventionnée.
La Communauté française de Belgique subventionne depuis les années 1980 une formation gratuite en danse dans le cadre de l'enseignement secondaire artistique à horaire réduit (ESAHR). Appelée «  Humanités artistiques » et intégrée dans l’enseignement général, elle débute à partir du 2e degré (3e année), à raison de 10 à 14 périodes/semaine pour des élèves qui ont déjà une pratique personnelle de la danse classique de 2 ou 3 ans. Sept établissements, en 2025, dispensent cette formation en partenariat avec des lycées ou athénées : à Charleroi, Ottignies-Louvain-la-Neuve, Liège, Huy, Ixelles, Mons et Namur. L'acceptation de l'élève passe par une audition dite « test d'admission ».
D'autre part, un partenariat public-privé a permis l'ouverture en 2022 d'un cursus d'études secondaires comportant davantage d'heures de danse à la Mosa Ballet School de Liège. 
Depuis 2021 existent un master Danse et pratiques chorégraphiques à Bruxelles et, depuis 2024, un bachelier et master en Danse interprétation à Charleroi. 
Ces études supérieures complètent une offre en danse contemporaine créée en 1995 à Bruxelles – à la suite de la fermeture de l'École Mudra de Maurice Béjart – par le directeur du Théâtre de la Monnaie Bernard Foccroulle et la chorégraphe flamande Anne Teresa De Keersmaeker : les Performing Arts Research and Training Studios (connus sous l'acronyme P.A.R.T.S. ou PARTS).
Une formation en danse existe aussi dans l'enseignement secondaire de la Région flamande ; l'école royale de ballet d'Anvers y est particulièrement renommée.

### En France
En France la formation de danseur peut débuter dès l'âge de 11 ans grâce aux programmes 'danse-étude'. Les aspirants-danseurs peuvent également obtenir un diplôme national supérieur professionnel.

### En Suisse
En Suisse, certains diplômes et qualifications professionnelles de danseurs ne sont reconnues que depuis quelques années, contrairement à d'autres formes d'art. La profession de danseur et de danseuse a été reconnue pour la première fois en 2009 avec le CFC de danseur interprète. Cette forme d'art est la première à avoir une formation professionnelle CFC en Suisse.
En plus d'un CFC, les aspirants danseurs en Suisse peuvent également prendre des cours à l'École supérieure technique de danse contemporaine et urbaine de scène. Deux institutions offrent également un Bachelor of Art en danse contemporaine, l'université des Arts de Zurich et la Manifacture à Lausanne,.

## Emploi
Les danseurs peuvent se produire en travaillant à leur propre compte, mais ils peuvent aussi être salariés par des maisons de production cinématographiques ou télévisuelles, des studios, des écoles de danse privées, ou encore de théâtres, de troupes de danseurs.
Le métier de danseur requiert souvent une grande polyvalence et une bonne disponibilité, de longues heures de travail variables. Les danseurs sont souvent employés à temps partiel.

### En France
Les conventions collectives fixent le salaire minimum d'un danseur en France. L'artiste est souvent considéré comme un intermittent du spectacle.

## Perception
Dans l'Antiquité romaine, danseurs et danseuses ont été à la fois appréciés par leur public dans le cadre des spectacles et limités quant à leurs droits et libertés civiles et politiques. La perception qu'on en a va devenir fortement négative sous l'influence du christianisme qui assimile danseurs et danseuses à la débauche.
Aux XVIe et XVIIe siècles, le danseur masculin est valorisé dans le cadre du ballet de cour et les premiers professionnels profitent de la création de l'Académie royale de danse à Paris en 1661, d'où ne surgira la première danseuse professionnelle, Mademoiselle de La Fontaine, que vingt ans plus tard.
Avec le ballet romantique, le danseur classique masculin devient le faire-valoir de la danseuse et subit de violentes critiques de la part de ses contemporains comme Jules Janin qui considère que :

« Autant la danse forme bien une femme, autant elle déforme un homme. Quand la danse prend un homme, elle lui brise les reins, elle courbe sa poitrine, elle arrondit ses bras, elle aplatit ses pieds, elle sténographie sur son visage le plus fade et le plus niais sourire, elle grandit son col outre mesure, elle jette à ses jambes un embonpoint factice et flottant qui fait mal à voir ; à mon sens, après le supplice d'entendre une femme qui chante faux, le plus grand supplice c'est de voir un homme qui danse bien ; cela est affreux ; d'autant plus qu'un homme qui danse ne sait que danser ; la danse, c'est sa vie, il n'y a plus de remède, c'est comme s'il était paralysé ; il faut donc le supporter tel qu'il est. »

— Jules Janin, « Débuts de Mlle Louise Ropiquet et de M. Carey » in Le Journal des débats, 10 mars 1834.
Au XIXe siècle donc, et jusqu'à la deuxième moitié du XXe siècle, le danseur de ballet est souvent l'objet de stéréotypes qui le font percevoir à tort comme faible, efféminé et homosexuel.

## Danseurs dans la culture
Interprètes des mouvements du corps et de l'âme, danseurs et danseuses ont suscité l'admiration ou la controverse dans les familles, chez les philosophes comme chez les religieux.
Danseurs et danseuses ont inspiré tant d'autres artistes de l'Antiquité au XXIe siècle qu'il est impossible d'en dresser une liste. Outre les musiciens dont certains ont spécifiquement composé pour la danse ou le ballet, il s'agit de peintres, dessinateurs, sculpteurs, écrivains, photographes, cinéastes, bédéistes…
Très petit aperçu dans la catégorie « Danse dans l'art et la culture »